# جيان فرانكو صبا
جيان فرانكو صبا (بالإيطالية: Gian Franco Saba)‏ هو كاهن كاثوليكي إيطالي، ولد في 20 سبتمبر 1968 في أولبيا في إيطاليا.